# John Stuart Mill
John Stuart Mill (født 20. maj 1806, død 8. maj 1873) var en engelsk filosof. Han hører til de engelske utilitarister og var som ung meget inspireret af Jeremy Bentham. Han har skrevet om mange filosofiske og økonomiske emner; bl.a. logik og ligeberettigelse mellem kønnene. Han var liberalt medlem af det engelske underhus 1865-1868.
Hans mest kendte værker er A System of Logic (1843), Principles of Political Economy (1848), On Liberty (1859) og Utilitarianism (1861). 

## Biografi
John Stuart Mill blev født i Pentonville i London som ældste søn af den skotske filosof og historiker James Mill. Med hjælp af Jeremy Bentham og Francis Place blev John Stuart uddannet af sin far, som havde store ambitioner på sin søns vegne. Faderens mål var, at sønnen skulle udvikle og føre Benthams og hans egen teori om utilitarisme videre. John fik en meget streng opdragelse og blev med vilje holdt adskilt fra andre børn end sine søskende. 
Hans bedrifter som barn var exceptionelle; som treårig lærte han det græske alfabet og lange lister med græske gloser. Som otteårig havde han læst Æsops fabler, Xenofons Anabasis og hele Herodot på græsk. Han havde desuden stødt på flere klassikere som Platon og havde læst en del engelsk historie og aritmetik.
En optegnelse over Mills studier fra han var otte til han blev fjorten er offentliggjort i Alexander Bains beskrivelse af Mill. Han mener, at Mills selvbiografi undervurderer det arbejde, han gjorde: Som otteårig begyndte han at lære Latin, Euklid og algebra og blev lærer for de yngre børn i familien. Han læste stadig mest historie, men gennemgik også de græske og latinske forfattere, som blev læst i skoler og universiteter. Han blev ikke undervist i at skrive latin eller græsk – og han var aldrig en "rigtig" lærd: det var emnet, han skulle lære; som tiårig læste han med lethed Platon og Demosthenes. Hans fars Indiens Historie udkom i 1818, og umiddelbart efter begyndte John Stuart et grundigt studium af skolastisk logik; samtidig læste han Aristoteles' logiske afhandlinger på originalsproget. Næste år læste han politisk økonomi af David Ricardo og Adam Smith.
I 1823 grundlagde han og Bentham tidsskriftet Westminster Review som forum for "filosofisk radikale": utilitarismen blev fremført i det.
De intensive studier viste sig at have skadelige virkninger på Mills helbred. Som 21-årig fik han nervesammenbrud. Det forklares i hans selvbiografi, hvordan det blev forårsaget af de store mentale og fysiske vanskeligheder fra studierne, som havde undertrykt de følelser, der udvikles i løbet af barndommen. Depressionen begyndte at fortone sig, samtidig med at han fandt trøst i William Wordsworths poesi.
Mill blev tilbudt en studieplads ved Cambridge Universitet, men fulgte i stedet sin far og arbejdede for det britiske ostindiske kompagni. Efter dets opløsning sad han fra 1865 til 1868 som uafhængigt medlem af parlamentet for City of Westminster-valgkredsen. Som parlamentsmedlem talte han for at lette åget på Irland, og han blev den første i parlamentet, der gik ind for kvindelig stemmeret. I Consideration on Representative Government anbefalede han reformer af parlament og et proportionelt valgsystem: Single Transferable Vote og udvidelse af stemmeretten.
I 1851 giftede Mill sig med Harriet Taylor efter en 21 år lang kærlighedsaffære. Hun havde afgørende indflydelse på Mills arbejder og ideer både før og efter giftermålet. Deres forhold styrkede ham i troen på kvindernes kamp for rettigheder.
Han døde i Avignon i Frankrig i 1873 og ligger begravet ved siden af sin kone.

## Værker

### Om Friheden
En grundlæggende bog i udviklingen af begrebet frihed var On Liberty om grænserne for og naturen af den magt, som et samfund legitimt kan udøve over individet. Noget Mill udviklede videre end nogen anden filosof var princippet om "skade": dvs. mennesket skal have frihed til at gøre, hvad det har lyst til, så længe det ikke skader andre. At et samfund forhindrer et individ i at skade sig selv er ikke legitimt. Dog undtager Mill dem, der ikke kan klare sig selv: små børn og "barbarer".
Den frihed, som Mill behandler i On Liberty, er negativ frihed. (Senere defineret af Isaiah Berlin som mangel på forhindringer og tvang). Den er i modsætning til hans positiv frihed: en mulighed for at nå en bestemt form for ønskværdig frihed. Den kan være materiel velstand, oplysning eller politisk deltagelse.
Således taler Mill for, at en regerings funktion kun skal være at sørge for at fjerne barrierer som love, der hindrer frihed (altså den negative version: mennesket skal stadig ikke have frihed til at skade andre). Et afgørende punkt er, at Mill ikke regnede fornærmelse under "skade"-begrebet; derfor var han tilhænger af næsten total ytringsfrihed. Kun i de sager, hvor ytringsfrihed ville føre til direkte skade, ønskede Mill at begrænse den. Eksempelvis ville Mills system ikke forsvare et menneske, der ægger en vred folkemængde til at angribe andre. Mill mente, at fri samtale var vitalt for menneskeligt fremskridt; han mente, at man aldrig kan være sikker på, at en fortiet holdning ikke indeholder en portion af sandheden. Samtidig mente han, at selv forkerte holdninger kan have en vis værdi, idet det med de sande holdninger gennem argumentationen kan få dem genbekræftet. Hvis det ikke var nødvendigt at forsvare sine meninger, mente Mill, at de ville dø, og at man ville glemme, hvorfor man overhovedet havde dem. Mill argumenterede for, at modsatrettede holdninger og argumenter skulle fremmes. Jo mere accepteret en position er, jo vigtigere er det at have én til at fremføre det bedste modargument mod den, og hvis en sådan ikke kan findes, må den skabes. 
Selv om Mills formulering af skadeprincippet i 1. kapitel i On liberty: "den eneste måde, hvorpå magt legitimt kan anvendes mod et individ i et samfund mod dennes vilje, er for at forhindre ham i at skade andre. Hans eget bedste – det være sig fysisk eller psykisk – er ikke nok" kan virke ret fast, opererer Mill med et antal undtagelser, der forbinder hans arbejde i On Liberty med hans senere version af utilitarismen. Han noterer sig, at staten kan og bør forhindre folk i at sælge sig selv til slaveri. Endvidere insisterer han på, at det ville være acceptabelt at tvinge folk til at betale skatter for at opretholde offentlige goder. Selv om disse undtagelser synes i strid med skadeprincippet, noterer Mill sig, at principperne i On Liberty forsvares klart af utilitarismens nytteprincip. Således medfører en tilføjelse af nytteprincippet til den kategoriske formulering af skadeprincippet visse vigtige undtagelser.
Den kanoniske formulering af Mills utilitarisme findes i Utilitarianism. Den filosofigren havde en lang tradition måske helt tilbage til Aristoteles. Mills udlægning primært af faderen og Jeremy Bentham er Utilitarismens grundsynspunkt: enhver handling skal bedømmes efter, hvor meget glæde den skaber, og hvor mange den skaber glæde for. Mills hovedbidrag til udviklingen af utilitarismen er argumentationen for en kvalitativ adskillelse af "nydelse". Hvor Bentham regnede alle former for glæde for ligeberettigede, mente Mill, at intellektuelle og moralske glæder var mere værd end fysiske. Mill adskilte "glæde" og "tilfredshed" og hævdede, at den første var klarere forbeholdt de "højere former" for eksistens illustreret af hans påstand om, at det er bedre at være en utilfreds Sokrates end et tilfreds fjols.
Den kvalitative udgave af "glæde", som Mill argumenterer for, kaster lys på den, han præsenterer i On Liberty. Mill foreslår her, at nytte skal forstås i relation til en opfattelse af mennesket som "et progressivt væsen", hvilket gør udøvelsen af vores kapaciteter for rationalitet til i en "højere eksistensform". Således er meningen med afvisningen af censur, paternalisme, fornærmelser og morallovgivning at bidrage med de nødvendige sociale forudsætninger for tilegnelsen af viden og størst mulig evne for flest muligt til at udvikle og udleve deres deliberative og rationelle kapaciteter – disse tanker fremsættes klarest i kapitel 3 af On Liberty. Undtagelserne følger dog også fra hans utilitarisme, især forbuddet mod at sælge sig selv til slaveri, for det er et klart eksempel på, at staten med fordel kan "tvinge" mennesket til at leve i overensstemmelse med de muligheder, det har for at udvikle sig.
Mills politiske teori var, at demokratisk deltagelse fremmede den ønskede intellektuelle udvikling i befolkningen. Fra utilitarismen kom et ønske om, at lovgivningen i det mindste i nogen grad var stemte overens med befolkningens ønsker. Han gik derfor ind for valgret til den mindre velstående del af befolkningen. Dog ikke lige valgret. De åndeligt dygtigste skulle have mere end én stemme for at sikre, at samfundet blev styret ordentligt. Han uddybede dog ikke, hvordan der skal skelnes mellem dem, der skal have flere stemmer og dem, der bare skal have en enkelt. 
Mills syn på økonomi var præget af en laissez faire-holdning, men han accepterede en vis indblanding i økonomien, fx skat på alkohol, hvis der var grund til det. Han accepterede også princippet om lovgivningsintervention, når det gjaldt dyrerettigheder.

### Et logisk system
A system of Logic regnes for Mills største værk. Den undergik adskillige revisioner og var inspireret af William Whewells History of the inductive Sciences (1837). Værkets ry bygger på hans analyse af det induktive bevis i modsætning til Aristotels' syllogismer, som var deduktive. Mill beskriver fem basale principper for induktion, som er blevet kendt som "Mills metoder": enighedens metode, forskellens metode, den dobbelte metode og enighed og forskellighed, restens metode og ledsagende forskelligheders metode. Fælles for dem, og den eneste rigtige metode ved videnskabelig undersøge, er eliminationen. Alle de andre metoder er således underordnet differensmetoden. Det var også Mills forsøg at opstille en "teori om viden" på samme måde som John Locke.

### Kvinders underkuelse
Mill er også berømt som den første og stærkeste mandlige tilhængere af kvindernes frigørelse. Hans bog, The Subjection of Women (Kvindernes Underkuelse, oversat af Georg Brandes) er en af de tidligste om emnet af en mandlig forfatter. Han følte, at undertrykkelsen af kvinder var et af de få tilbageværende levn fra gamle tider – et levn som forhindrede menneskehedens fremskridt. Det var en sag, han aktivt støttede gennem livet – bl.a. med avisartikler og taler. 
Han var den første til at bruge begrebet dystopi.

## Udgivelser på dansk
- "Om den repræsentative regering", på dansk ved Vilhelm Artzen – Høst og Søn:Kjøbenhavn 1876
- Om friheden (opr.1859) – Forlaget Apostrof, 1984
- Om undertrykkelsen af kvinderne (opr. 1869) – oversat af Georg Brandes, Gyldendal (findes også med titlen Kvindernes Underkuelse
- Utilitarisme (opr. 1863) – (oversat af Helge Nørgaard Madsen), 104 sider, Det lille forlag (1.oplag 1995, 2.oplag 2008)
- "Mill om frihed" (opr.1859) – Guide og oversættelse ved Jørgen Husted – Philosophia, 2008